# Kwasowo
Kwasowo (deutsch Quatzow) ist ein Dorf in der polnischen Woiwodschaft Westpommern. Es gehört zur Landgemeinde Sławno (Schlawe) im Powiat Sławieński.

## Geographische Lage
Das Kirchdorf liegt in Hinterpommern, vier Kilometer südlich der Kreisstadt Sławno. Die durchschnittliche Höhenlage der Gemarkung beträgt 50 Meter über NN. Im Süden des Ortes, gleich hinter der Gemarkungsgrenze von Kosierzewo (Kusserow), liegt mit 82 Metern Höhe die höchste Erhebung – der früher so genannte Hahnenkräh – in der im Übrigen flachwelligen Grundmoränenlandschaft mit einigen Teichen und Sumpflöchern.
Nachbarorte sind: im Westen Bobrowiczki ((Neu) Bewersdorf), im Norden Sławno, im Nordosten Pomiłowo (Marienthal), im Osten Gwiazdowo (Quäsdow), und im Süden Kosierzewo (Kusserow), Baniewo (Banow) und Smardzewo (Schmarsow).

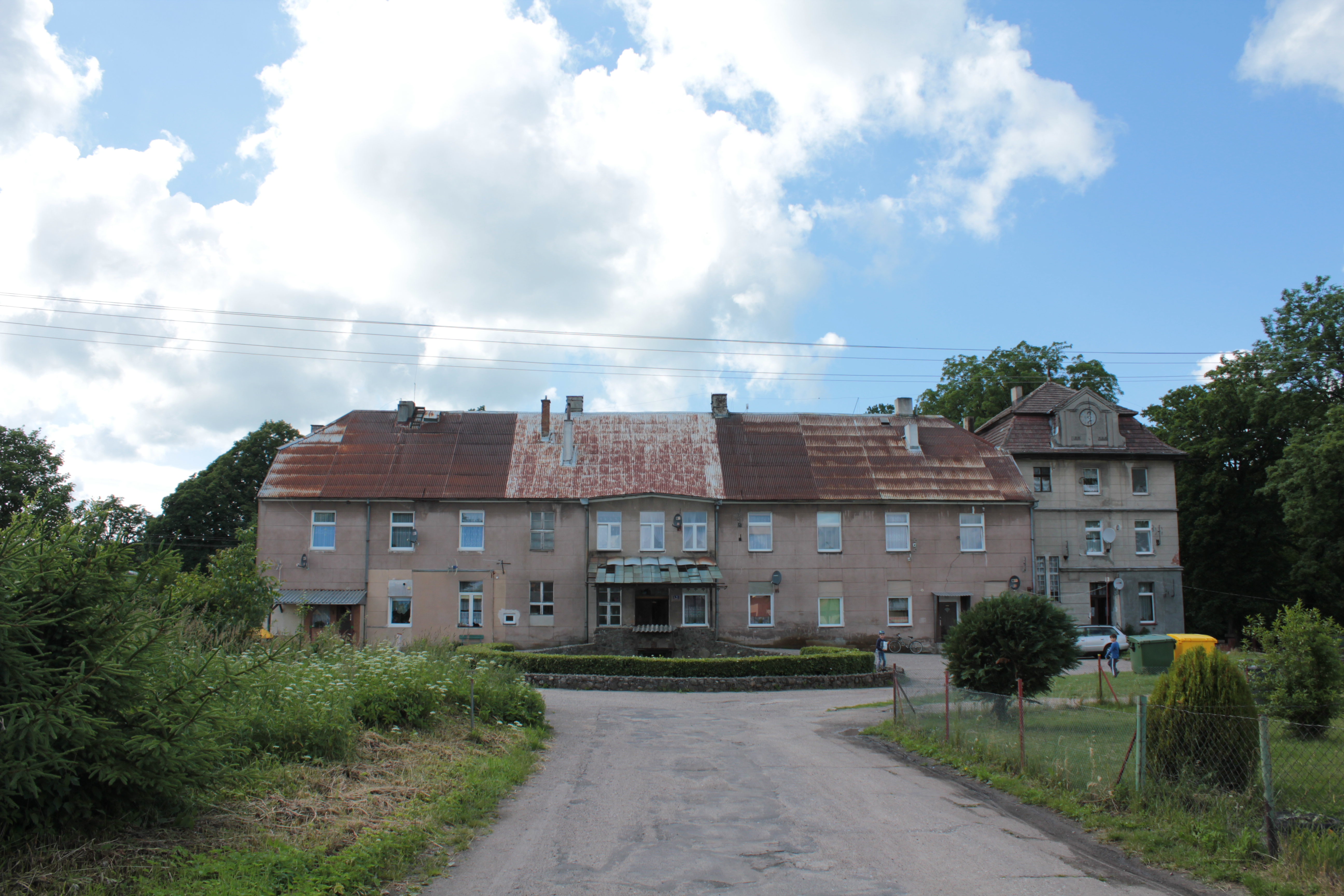
Ehemaliges Gutshaus (Aufnahme 2017)

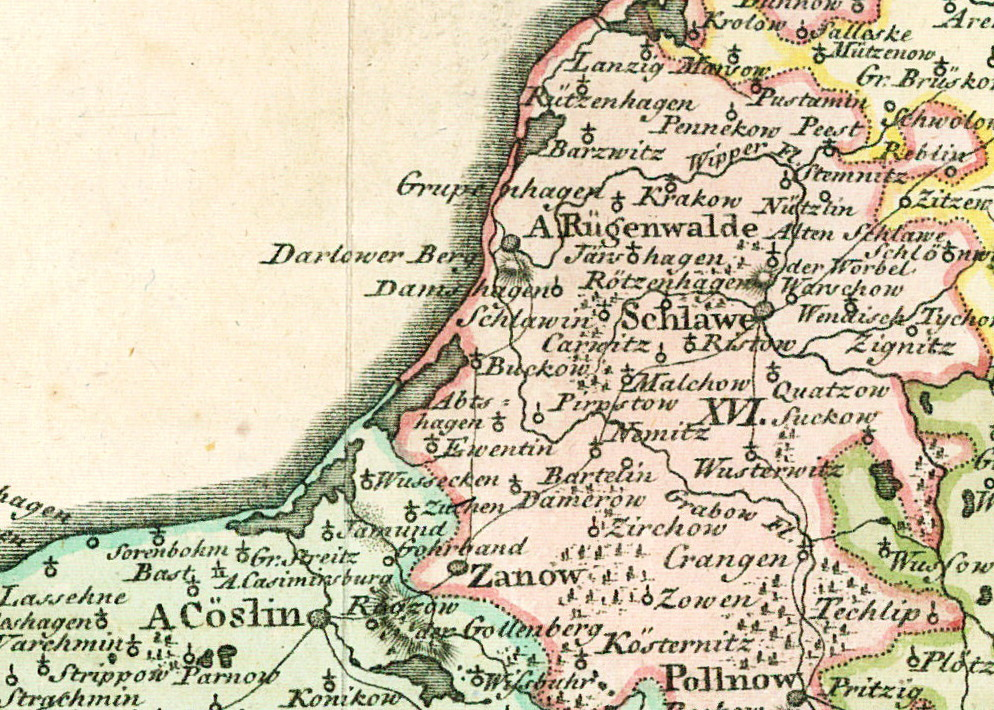
Kirchdorf Quatzow südlich der Stadt Schlawe und nördlich der Stadt Pollnow, auf einer Landkarte von 1794

## Ortsname
Frühere Namensformen sind Quassow (so auch als Klein- und Groß Quassow in Mecklenburg) und Quatzau. Der Name „Quatzow“ ist vom slawischen Wort quas = sauer, nass abgeleitet und bedeutet so viel wie Sauerbruch. Die polnische Bezeichnung stimmt mit dieser Ableitung überein (kwaśny = sauer).

## Geschichte

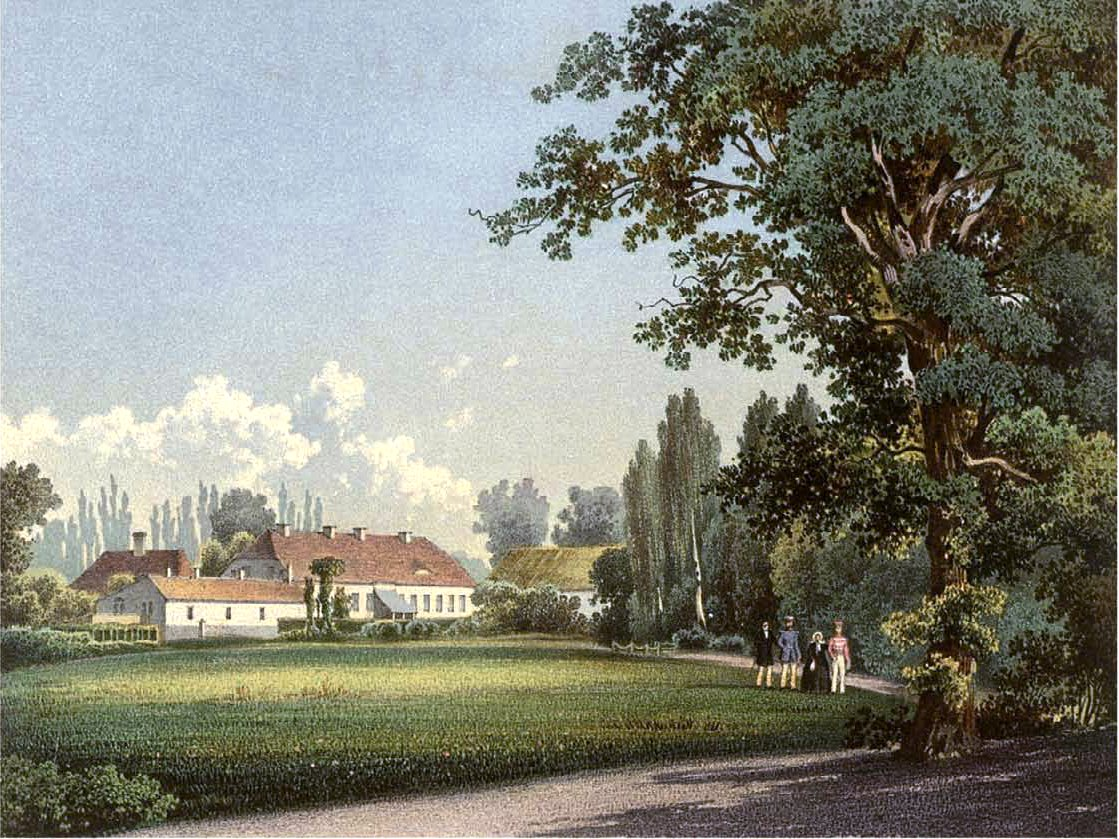
Rittergut Quatzow um 1860, Sammlung Alexander Duncker

Urkundlich erstmals erwähnt wurde der Ort am 22. November 1273, als der Camminer Bischof Hermann von Gleichen den Johanniterorden mit Quatzow und einigen anderen Dörfern belehnte. 1337 verkauften die Brüder Jasko und Stephanus von Quassow Äcker an die Stadt Schlawe. Der Swenzone Jesko von Schlawe genehmigte den Verkauf und legte die Grenze fest vom Spitzen Berge am Dornbach bis an die Wipper zum Alten Steg bei Warschow. Die Gemarkungsgrenzen in diesem Bereich dürften bis in die Neuzeit beibehalten worden sein. Später gelangt das Lehen an die Familie von Massow, die 1490 zwei in Quatzow entstandene Rittersitze abgibt: Quatzow A erwarb die Familie von Brünnow, die das Lehen bis 1686 innehat, Quatzow B erhielt die Familie von Lettow, später geht es nacheinander an die Familien von Natzmer, von Ramel und
von Podewils.
Im Jahre 1686 kaufte der Landrat Rüdiger Otto von Zitzewitz († 1714) beide Teile und erwirbt zusätzlich das wüst gewordene Dorf Reddichow (zwischen Quatzow und Bewersdorf). Mit Reddichow wurde 1406 das Karthäuser-Kloster Marienkron belehnt. Nach dessen Auflösung wechselte das Dorf zwischen den Familien von Kamecke, von Krummel und von Ramel, danach bleiben alle drei Lehen in einer Hand, wenn auch mit wechselnden Eigentümern. Im Zeitraum von etwa 1786–1790 befand sich das Rittergut im Besitz von August Carl Jacob von der Schulenburg. 1819 schließlich kauft der Leutnant Friedrich Wilhelm von Michaelis das Gut. Seine Familie behält es bis 1945. Letzter Gutsherr ist Ernst H. von Michaelis.
Im Jahre 1818 lebten in Quatzow 327 Einwohner, deren Zahl bis 1939 auf 498 anstieg. Heute wohnen in Kwasowo 519 Menschen.
Am 6. März 1945 machte sich ein länger vorbereiteter Treck vor den herannahenden Truppen der Roten Armee auf die Flucht in Richtung Stolpmünde (seit 1945 polnisch Ustka). Er erreichte Saleske (Zaleskie) und wurde nach Süden bis Groß Strellin (Strzelino) gelenkt. Am 10. März wurden die Quatzower von sowjetischen Truppen überrollt und zur Rückkehr und dann zum Arbeitseinsatz auf dem Gut gezwungen. Einigen Quatzowern gelang die Flucht, andere mussten bis 1957 dort verbleiben.
Am 30. Oktober übernahmen die Polen die Verwaltung. Quatzow erhielt den Namen Kwasowo und wurde später ein Teil der Gmina Sławno im Powiat Sławieński in der Woiwodschaft Westpommern (bis 1998 Woiwodschaft Słupsk).

### Ortsgliederung bis 1945
Zur Gemeinde Quatzow gehörten vor 1945 vier Ortschaften bzw. Wohnplätze:
1. Dybow (polnisch: Dybowo), Gutsvorwerk mit Arbeiterwohnung, zwei Kilometer westlich von Quatzow, zwei Bauern, die 1636 nach dem Brand von Reddichow dort angesiedelt worden sind,
2. Dybow, Forsthaus, drei Kilometer westlich von Quatzow, bis 1930 Sitz der Gutsförsterei, heute nicht mehr existent,
3. Ziegelei (ehemals Dammhof), 800 Meter vor Marienthal, Arbeitergehöft des Gutes, angelegt von königlichen Gnadengeldern 1763,
4. Schabernackskathen (Chudoba), zwei Gehöfte an der Grenze zu Banow.

## Amtsbezirk Quatzow
Bis 1945 bildete Quatzow mit den Gemeinden Kusserow und Marienthal den Amtsbezirk Quatzow im Landkreis Schlawe i. Pom. im Regierungsbezirk Köslin der preußischen Provinz Pommern.
Gleichzeitig waren die drei Gemeinden zum Standesamt Quatzow verbunden und gehörten zum Amtsgerichtsbereich Schlawe.

## Kirche

### Pfarrkirche

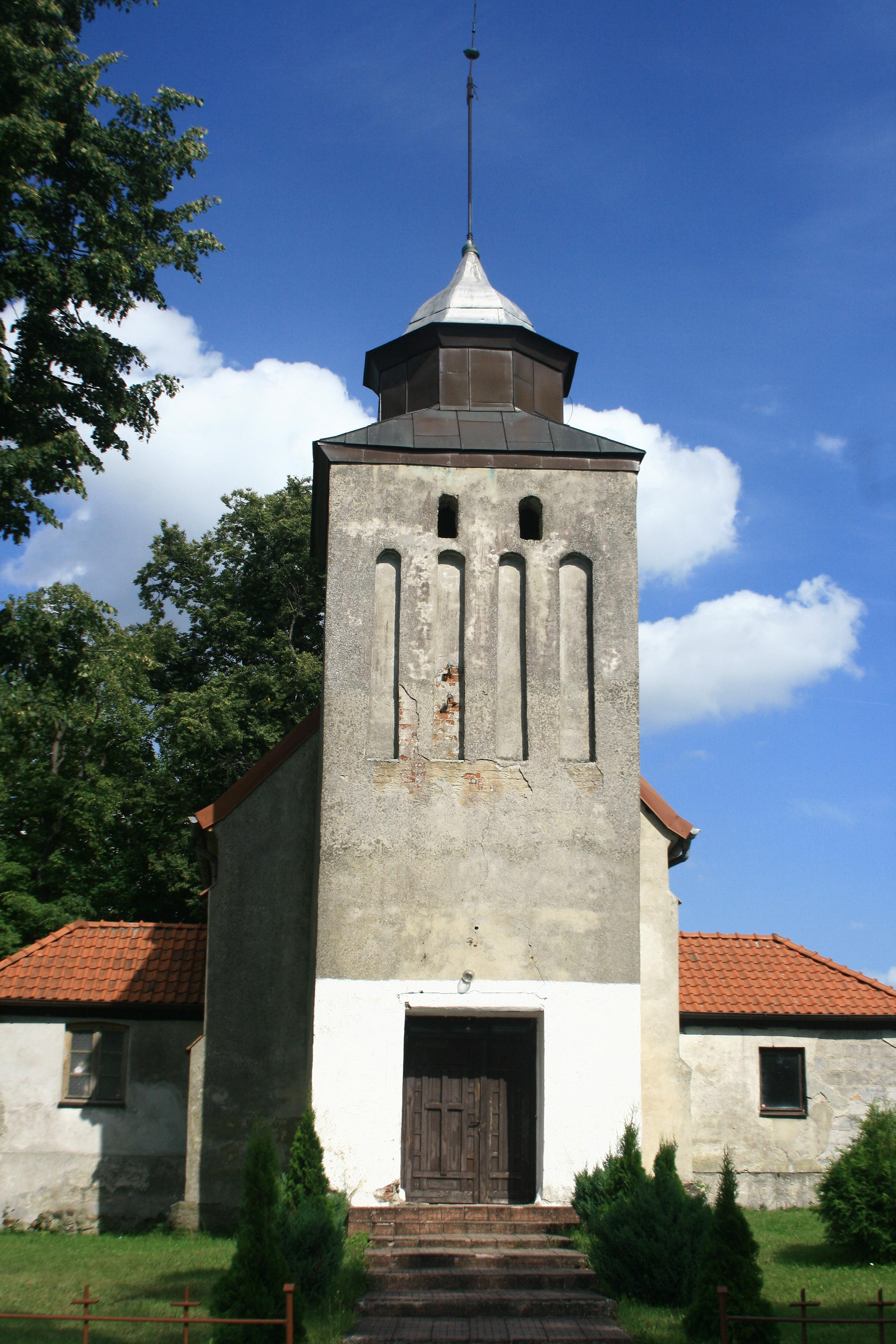
Dorfkirche (bis 1945 evangelisch)

Die Quatzower Pfarrkirche wurde 1732/33 anstelle einer abgebrannten Holzkirche massiv auf dem Kirchberg errichtet. Der Eingang ist im Holzvorbau am Westturm. Die Innenausstattung war bis 1945 in Holz gehalten und durch den Anstrich wurde schwarzer und grauer Marmor imitiert.
An der hölzernen Tonnendecke stellte ein großes Gemälde Christi Geburt dar. Rechts und linkt von der Kanzel über dem Altar sowie neben dem Bild der Frau von Bieberstein (Gattin des Erbauers) – es stand links vom Altar – waren bemalte Holzfiguren der vier Evangelisten zu sehen.
Unter den Chören standen die Sarkophage der Patrone und ihrer Familienangehörigen bis 1908.
Über zweihundert Jahre lang war die Quatzower Kirche ein evangelisches Gotteshaus. Nach 1945 wurde sie zugunsten der katholischen Kirche enteignet. Bei ihrer Neueinweihung am 1. Mai 1948 erhielt sie den Namen Niepokalanego Serca NMP.

### Evangelische Kirchengemeinde
In Quatzow lebten vor 1945 fast ausschließlich evangelische Einwohner. In die Kirchengemeinde Quatzow war das Dorf Marienthal (Pomiłowo) eingegliedert und zählte 1940 zusammen 651 Gemeindeglieder. Das Kirchenpatronat hatte die Gutsbesitzerfamilie inne, letzter Patron war Ernst H. von Michaelis.
Die Kirchengemeinde Quatzow bildete mit der Kirchengemeinde Kusserow (Kosierzewo) das Kirchspiel Quatzow. Pfarrsitz war Quatzow, dessen Stelleninhaber 1940 insgesamt 1051 Gemeindeglieder zu betreuen hatten. Das Kirchenpatronat seitens Kusserow nahm zuletzt die Gutsbesitzerin Marie Görlitz geborene von Below wahr. Die beiden Patrone von Quatzow und Kusserow hatten im Kirchspiel das gleiche Wahl- und Stimmrecht.
Heute leben nur wenige evangelische Kirchenglieder in Kwasowo. Sie gehören jetzt zum Kirchspiel Koszalin (Köslin) in der Diözese Pommern-Großpolen der Evangelisch-Augsburgischen Kirche in Polen.

#### Pfarrer bis 1945
Seit der Reformation bis 1945 waren als Pfarrer im Kirchspiel Quatzow tätig:
1. Georg Günther, (1571)
2. Joachim Siefert, 1589–1625
3. Johann Spliet, 1625–1678
4. Martin Zennich, 1680–1716
5. Jakob Mirow, 1716–1739
6. Christian Wetzel, 1740–1762
7. Bernhard Christoph Nemitz, 1763–1775
8. Georg Friedrich Wagner, 1775–1788
9. Joachim Friedrich Valentin Freytag, 1789–1843
10. Karl Heinrich Hennicke, 1844–1887
11. Fritz Hermann Ludwig Otto Müller, 1888–1891
12. August-Martin Cölestin Schmieder, 1891–1926
13. (Vakanz)
14. Walter Paul, 1927–1943
15. Werner Schultz, 1943–1945

### Katholische Kirchengemeinde
Heute in Kwasowo lebende Einwohner gehören überwiegend zur römisch-katholischen Kirche. Ihr wurde nach 1945 das Kirchengebäude übereignet. Kwasowo ist auch jetzt noch eine eigene Kirchengemeinde, die aber nur noch eine Filialgemeinde der St.-Antonius-Pfarrkirche in Sławno ist. Sie gehört zum Dekanat Sławno im Bistum Köslin-Kolberg der Katholischen Kirche in Polen. Seit 2005 ist Pfarrer Mateusz Krzywicki zuständiger Geistlicher.

## Schule
Direkt an der Dorfstraße gegenüber dem ehemaligen Gutshof steht das Schulhaus. Der Ziegelbau beherbergte vor 1945 Klassenräume und Lehrerwohnung und wird auch heute noch für Unterrichtszwecke genutzt. 1938 war hier eine landwirtschaftliche Berufsschule angeschlossen.

## Verkehr
Der Ort liegt an der Woiwodschaftsstraße 205, die von dort über Polanów (Pollnow) nach Bobolice (Bublitz) führt.
Bis 1945 war der Ort Bahnstation an der Kleinbahnstrecke Schlawe – Pollnow – Sydow der Schlawer Bahnen.

## Persönlichkeiten: Söhne und Töchter des Ortes
- Adolf von Michaelis (1837–1898), preußischer Generalleutnant, zuletzt Kommandant von Spandau
- Hubert von Michaelis (1858–1925), deutscher Rittergutsbesitzer und Mitglied des Deutschen Reichstags
- Hermann Radtke (1875–1969), deutscher Politiker (SPD) und stellvertretender Bezirksbürgermeister von Berlin-Neukölln